# Kristotomus townesi
Kristotomus townesi là một loài tò vò trong họ Ichneumonidae.